# Gaston Lévy
Pour les articles homonymes, voir Lévy.
Gaston Lévy (2 mars 1902, Mutzig, Bas-Rhin - 20 novembre 1990, Jérusalem, Israël) est un médecin pédiatre français, qui est une des figures importantes de l'Œuvre de secours aux enfants (OSE) durant la Seconde Guerre mondiale.

## Biographie

### Naissance et études en Alsace
Moïse Gaston Lévy est né le 2 mars 1902 à Mutzig, Bas-Rhin. Il est le fils de Léon Lévy et de Sarah Rotkopf.
Il étudie à l'École primaire de Mutzig, puis au Collège de Bouxwiller (Bas-Rhin), et ensuite au Lycée Kléber et au Lycée Fustel-de-Coulanges de Strasbourg. Il obtient son baccalauréat en 1922.
En 1922, il commence ses études de médecine à la Faculté de Médecine de l'Université de Strasbourg. En 1927, il devient externe des hôpitaux de Strasbourg. En 1928, il devient interne provisoire des hôpitaux de Strasbourg et assistant de l'école de puériculture de Strasbourg. En 1929, il obtient son doctorat en médecine. Sa thèse a pour titre : La ponction sous-occipitale.

### Médecin à Paris
Gaston Lévy obtient en 1930 le diplôme de puériculture de la Faculté de Médecine de Paris, après avoir suivi des stages dans les services infantiles du Dr. Edmond Lesne à l'hôpital Trousseau et du Dr. Armand Delille à l'hôpital Hérold (depuis 1988 intégré à l'hôpital Robert-Debré).
Il fait des stages dans le service du Pr. Guido Fanconi à l'hôpital des Enfants de Zurich, et au sanatorium des jeunes à Davos, en Suisse.
Il devient ensuite assistant libre du Dr. Louis Ribadeau-Dumas, chef du service infantile de l'hôpital de la Salpêtrière.
Toujours en 1930, Il épouse Renée Klein.
En 1932, Gaston Lévy ouvre un cabinet de pédiatre au 34 rue de la Pompe, dans le 16e arrondissement de Paris.
En 1934, le couple Lévy a une fille : Paule-Annette.
Gaston Lévy dirige en 1934 le service des nourrissons de l'hôpital Beaujon à Paris.
Il est membre titulaire et commissaire aux comptes de la Société de pédiatrie de Paris.
Il est actif dans le Comité d'accueil et d'aide aux victimes de l'antisémitisme allemand (CAAVA).

### La Seconde Guerre mondiale
À la déclaration de guerre contre l'Allemagne nazie, Gaston Lévy est mobilisé comme médecin avec le grade de lieutenant. Il est affecté à une ambulance lourde en zone de combat.
En juin 1940, à la suite d'une hépatite, il obtient une permission pour convalescence.
À la suite de la débâcle de juin 1940, sa femme et sa fille quittent Paris pour le suivre à Bordeaux, puis à Biarritz (Pyrénées-Atlantiques).
Le 22 juin 1940, il est affecté au service de santé de l'hôpital des Salins de Biarritz. Huit jours plus tard, le 30 juin 1940, sur ordre de mission, il arrive à Pau (Béarn). Le 22 juillet 1940, il est démobilisé.
En septembre 1940, il s'installe avec sa famille à Béziers (Hérault). Il ouvre un cabinet de pédiatrie. La direction de l'Œuvre de secours aux enfants (OSE) lui confie l'organisation d'un service médico-social pour les populations juives réfugiées dans l'Hérault et ses départements limitrophes.
Il est chargé des visites au camp d'Agde devenu un "centre de rassemblement des étrangers".
Il devient président de la communauté juive de Béziers.
En 1941, il est nommé par l'OSE inspecteur médical de ses homes d'enfants et directeur de la pouponnière de Limoges (Haute-Vienne).
Le 11 août 1941, le régime de Vichy instaure un numerus clausus de 2 % de médecins juifs par département. Le 6 septembre Gaston Lévy doit cesser d'exercer.
À la fin du mois de février 1942 il s'installe, avec sa femme Renée, à Limoges.
Le 26 août 1942 les rafles des Juifs étrangers et apatrides ont lieu en zone libre. Gaston Lévy crée un centre clandestin de placement d'enfants dans des familles d'accueil.
En décembre 1942, il devient médecin de la maison de Poulouzat, située près de Limoges, tout en poursuivant son activité à la pouponnière.
En juin 1943, au siège de l'UGIF à Marseille, Gaston Lévy est chargé d'une enquête sanitaire auprès des différentes sections de cette organisation.
Le 7 décembre 1943, avec Gaston Kahn (le nouveau président de l'UGIF), il échappe de justesse à la descente de la Gestapo au siège de l'UGIF à Marseille.
À la fin de mai 1944, recherchés par la Gestapo, Gaston Lévy et sa famille passent clandestinement la frontière suisse à Collonges-sous-Salève.
Gaston Lévy reprend ses activités médicales au camp de mères et d'enfants de Moudon, dans le canton de Vaud.
Il est chargé par les autorités suisses de la surveillance médicale de homes d'hébergement de femmes enceintes et de nourrissons à La Rosiaz situé au-dessus de Lausanne, de celui du chalet-pension Mirabeau à Clarens, et plus tard de celui de Glion.
À La Rosiaz, il crée avec le soutien de l'OSE et de la Croix-Rouge internationale, un cours accéléré de soignantes puéricultrices pour des jeunes réfugiées.

### Le retour à Paris
En janvier 1945, Gaston Lévy retourne en France. Il se réinstalle comme pédiatre à Paris mais il ne récupère son appartement et sa consultation qu'en 1948.
De 1951 à 1971, en plus de sa clientèle, il devient médecin-inspecteur d'un aérium d'enfants de la Ligue de l'enseignement à Saint-Prix (Seine-et-Oise).
Il assure une consultation d'endocrinologie infantile à l'hôpital de la Pitié-Salpêtrière) (service du Pr. Gilbert Dreyfus).
Il devient expert médical de l'ambassade d'Allemagne à Paris pour définir les taux d'invalidité des anciens déportés.
Il est également médecin-conseil de la Compagnie de réassurances de Paris pour les risques aggravés dans l'assurance-vie.

### Jérusalem
En 1972, Gaston et Renée Lévy s'installent à Jérusalem, en Israël, à Abu Thor (en), auprès de leurs enfants Annette et André Chouraqui (gendre) et de leurs cinq petits-enfants.
De 1972 à 1985, Gaston Lévy continue ses expertises d'anciens déportés pour le Medical Board (Shalom Tower, Tel-Aviv) et les tribunaux allemands.
Le 20 novembre 1990, Gaston Lévy meurt à Jérusalem, à l'âge de 88 ans.

## Distinctions
- Chevalier de l'Ordre de la Santé publique (1re promotion, 1939)
- Croix des services militaires volontaires (1939)
- Chevalier de la Légion d'honneur (1964)

## Publications
- Gaston Lévy, Souvenirs d'un médecin d'enfants à l'OSE en France occupée et en Suisse, 1940-1945. Le Manuscrit-FMS, 2008[6].